# 张作人
张作人（1900年—1991年），原名念恃，号觉任，男，江苏泰兴人，中国动物学家，曾任华东师范大学教授、博士生导师。